# Station Horton-in-Ribblesdale
Horton-in-Ribblesdale is een spoorwegstation van National Rail in Settle, Craven in Engeland. Het station is eigendom van Network Rail en wordt beheerd door Northern Rail. Het station is geopend in 1986.

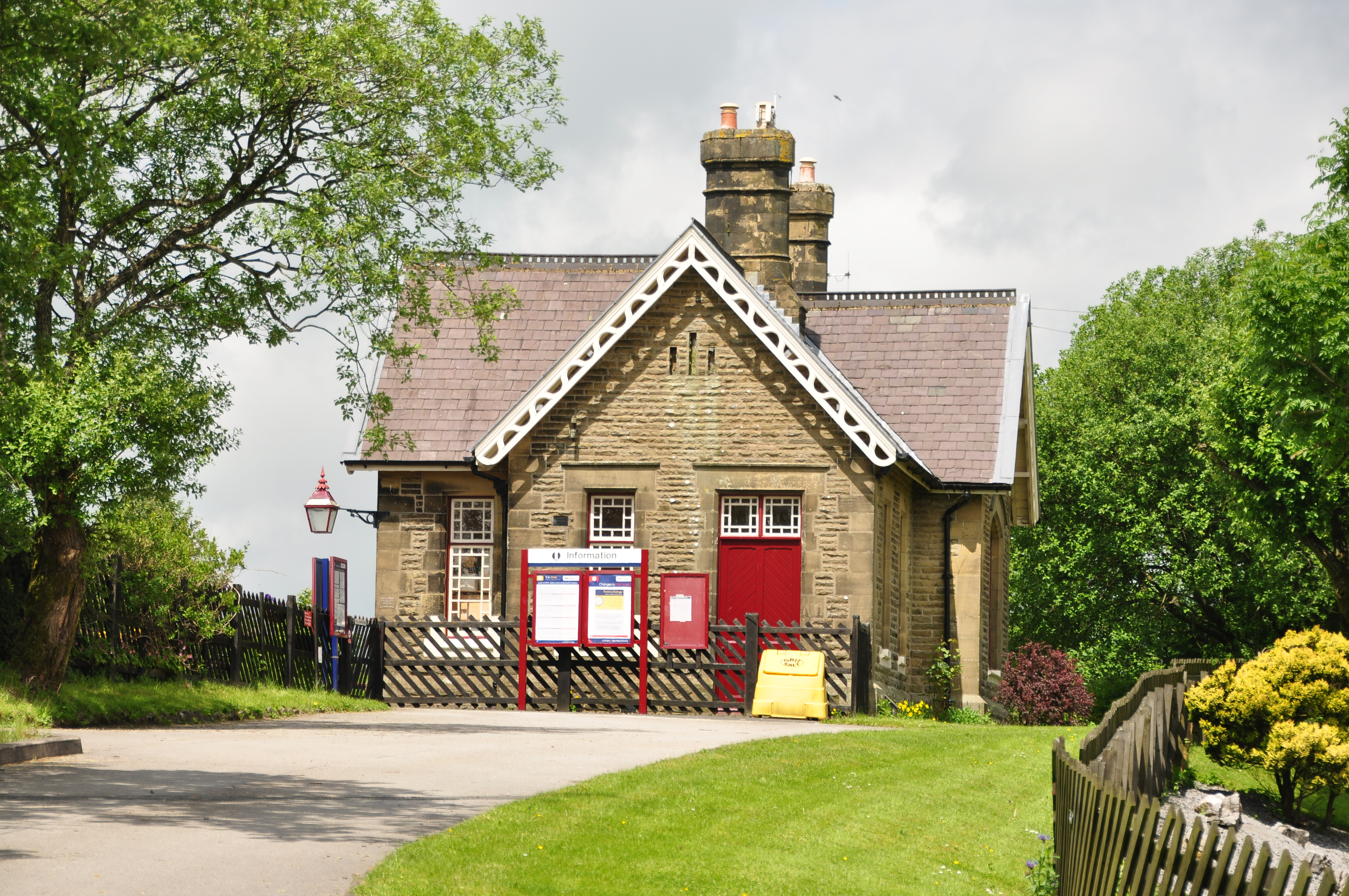
Stationsgebouw
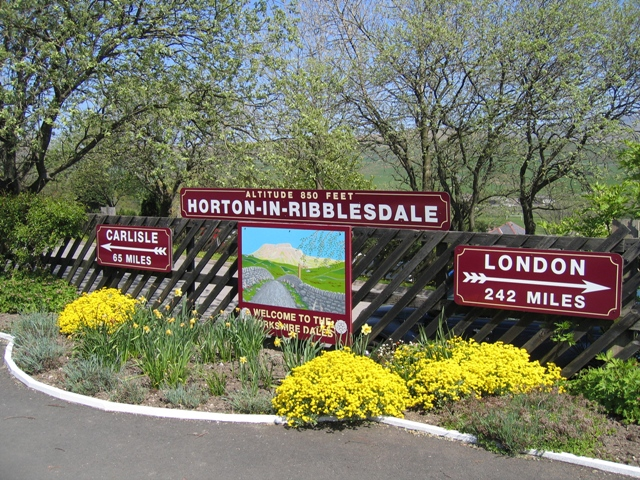
Afstandsindicatie naar Carlisle en Londen